# Andreas Vitásek

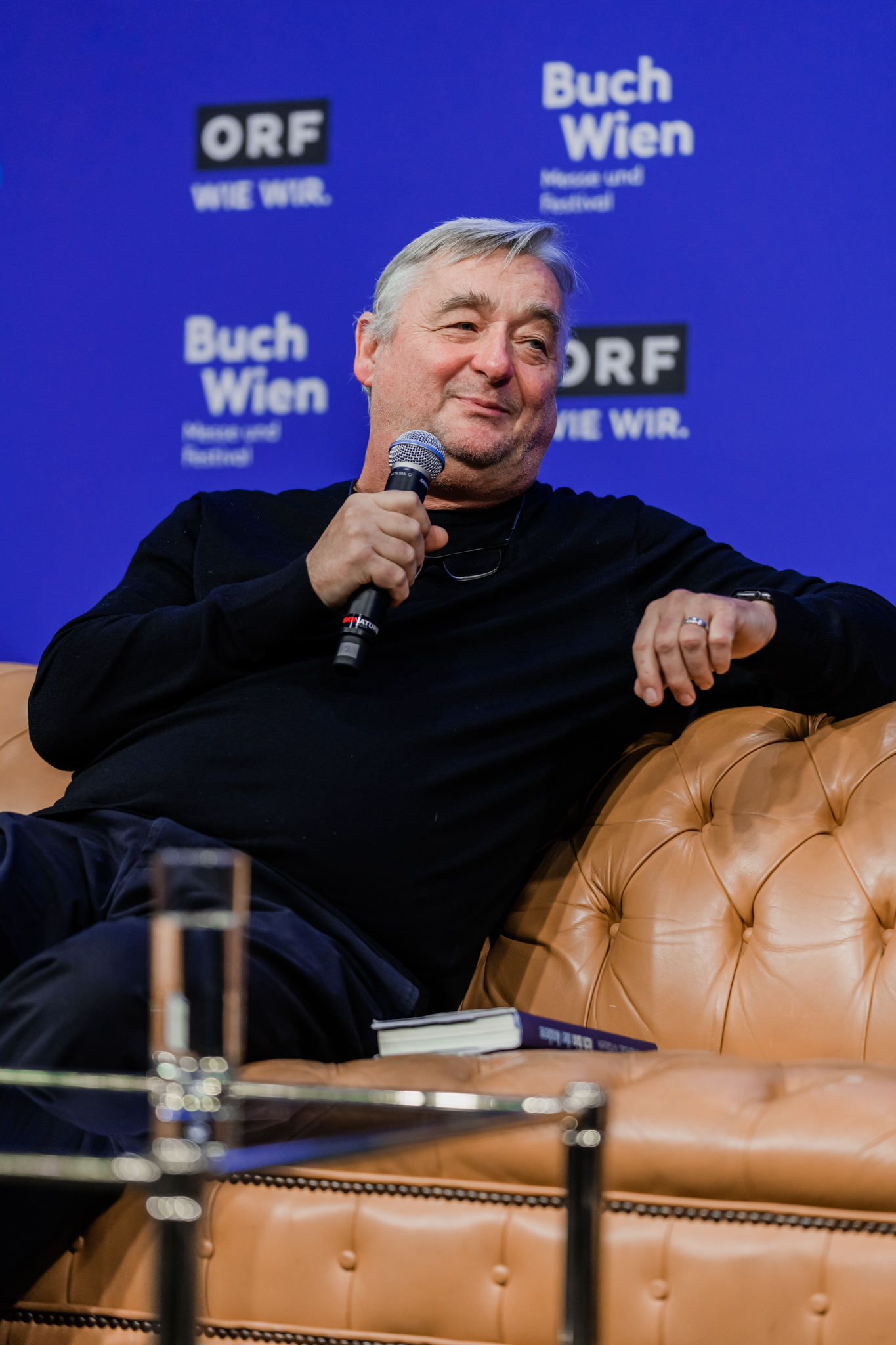
Andreas Vitásek bei der Buch Wien (2022)

Andreas Vitásek (* 1. Mai 1956 in Wien-Favoriten) ist ein österreichischer Kabarettist und Schauspieler. Seit 1991 wirkt er auch als Regisseur. 2014 wurde er mit dem österreichischen Kabarettpreis ausgezeichnet.

## Leben
Vitáseks Vater war ein tschechischer Schneider, der aus Prostějov emigriert war, seine deutlich jüngere Mutter stammte aus dem Mostviertel. Nach der Scheidung der Eltern lebte er bei seinem Vater.
Von 1966 bis 1974 war Andreas Vitásek Schüler des BRG4 Waltergasse im 4. Wiener Gemeindebezirk. Ab 1974 studierte Vitásek Theaterwissenschaften und Germanistik in Wien. In den Jahren 1978 bis 1980 besuchte er die Theaterschule von Jacques Lecoq in Paris. Seit 1981 arbeitet er als Kabarettist und Schauspieler.
Vitásek ist seit 9. September 2009 in zweiter Ehe mit der Theaterwissenschaftlerin Daria Biezunski-Vitásek verheiratet, mit der er eine gemeinsame Tochter hat. Eine weitere Tochter (* 1998) stammt aus erster Ehe und ein Sohn (* 1984) aus einer früheren Beziehung. Er lebt in Wien und im südlichen Burgenland.
Im Oktober 2020 feierte er mit dem Einpersonenstück Der Herr Karl im Rabenhof Theater in Wien Premiere, ein Live-Mitschnitt vom November 2021 erschien in der Edition Ö1.
Im Februar 2022 erschien seine Autobiographie Ich bin der Andere: Ein Selbstporträt im Brandstätter Verlag.
2023 übernahm Vitásek als Nachfolger von Frank Hoffmann die Intendanz des Kultursommers Güssing.

## Kabarett
- 1981 „Spastic Slapstik“
- 1983 „Die sieben Leben des Max Kurz“
- 1984 „Fahrt ins Blaue“
- 1986 „Andere Umstände“
- 1987 „Was bisher geschah“
- 1991 „Wieder allein“
- 1993 „Unterwegs“
- 1994 „Bilanz“
- 1997 „Kurzzugende“
- 1998 „Seine schönsten Erfolge, Teil zwei“
- 1999 „Pscht!“
- 2002 „Doppelgänger“
- 2004 „Eine Nacht im Ronacher“
- 2005 „Taxi, Tod & Teufel“
- 2006 „My Generation“
- 2010 „39,2° - Ein Fiebermonolog“
- 2012 „War da was?“
- 2013 „Sekundenschlaf“
- 2016 „Grünmandl“
- 2018 „Austrophobia“
- 2020 „Der Herr Karl“
- 2023 "Spätlese"

## Theater (Auswahl)
- Schauspiel

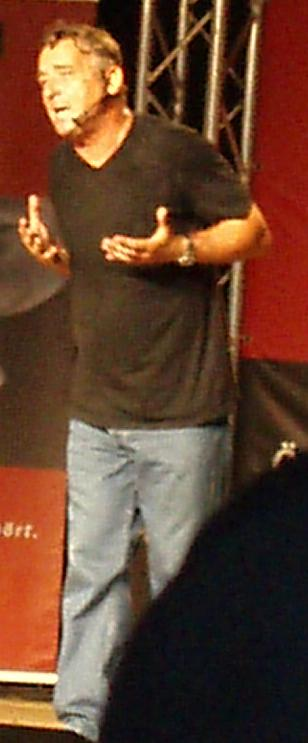
Vitásek auf dem Donauinselfest 2007

  - Buss in „Zappzarapp“ (Wolfgang Deichsel) 1987
  - Clov in „Endspiel“ (Samuel Beckett) 1987
  - Jakob in „Der Büchsenöffner“ (Victor Lanoux), mit Camillo Schmidt 1988
  - Snowball in „Farm der Tiere“ (George Orwell) 1988
  - Guido Trüb in „Haus der Temperamente“ (Johann Nestroy) 1990
  - Valerio in „Leonce und Lena“ (Georg Büchner)1990
  - Apollo in „Wer einen Fuß stiehlt, hat Glück in der Liebe“ (Dario Fo) 1991
  - Kleinmann in „Tod“ (Woody Allen) 1995
  - Nedoschil in „Der Steuerfahnder“ (Fritz Schindlecker) 1998
  - Behringer in „Die Nashörner“ (Eugène Ionesco) 2001
  - Estragon in „Warten auf Godot“ (Samuel Beckett) 2001
  - Frosch in „Die Fledermaus“ (Johann Strauss (Sohn)) 2002
  - „Shakespeares gesammelte Werke leicht gekürzt“ 2002
  - Franz in „Haus, Frauen, Sex“ (Margrit Schreiner) 2004
  - Handley in „Schöne Bescherung“ (Anthony Neilson) 2007
  - Weinberl in „Einen Jux will er sich machen“ (Johann Nestroy) 2007, Volkstheater Wien
  - Arthur in „Umsonst!“ (Johann Nestroy) 2009, Volkstheater Wien
  - Rappelkopf in „Der Alpenkönig und der Menschenfeind“ (Ferdinand Raimund) 2010, Volkstheater Wien
  - Tom in „Lisa“ (Thomas Glavinic) 2012 Rabenhof Wien
- Regie
  - „Fräulein Julie“ (August Strindberg) 1991, Volkstheater Wien
  - „Prelude to a Kiss“ (Craig Lucas) 1991, Schauspielhaus Wien
  - „Goldberg-Variationen“ (George Tabori) 1992, Stadttheater St. Gallen
  - „Geschichten aus dem Wiener Wald“ (Ödön von Horváth) 1993, Stadttheater Baden
  - „Der Widerspenstigen Zähmung“ (William Shakespeare) 1993, Kleines Theater Salzburg
  - „Gott“ (Woody Allen) 1996, Volkstheater Wien
  - „Der alte Mann mit der jungen Frau“ (Johann Nestroy) 2001, Schauspielhaus Graz

## Film und Fernsehen (Auswahl)
- 1982: Café Malaria
- 1984: Unser Mann in Bangkok, Regie: Andreas Gruber
- 1986: Müllers Büro, Regie: Niki List
- 1986: Die Dreckschleuder, Regie: Niki List
- 1987: Mozart und Meisel
- 1988: Sternberg – Shooting Star, Regie: Niki List
- 1989: Bodo – Eine ganz normale Familie
- 1990: Wenn das die Nachbarn wüßten
- 1992: Tage der Rosen
- 1994: Der exekutierte Mensch
- 1996: Ein fast perfekter Seitensprung, Regie: Reinhard Schwabenitzky
- 1997: Eine fast perfekte Scheidung, Regie: Reinhard Schwabenitzky
- 1998: Helden in Tirol, Regie: Niki List
- 1999: Fink fährt ab, Regie: Harald Sicheritz
- 1999: Eine fast perfekte Hochzeit, Regie: Reinhard Schwabenitzky
- 1999: Kaisermühlen-Blues (TV-Serie, 10 Folgen)
- 2001: Dolce Vita & Co
- 2002: Brüder
- 2003: Brüder II
- 2003: Kommissar Rex – Fluch der Mumie
- 2003: MA 2412 – Die Staatsdiener
- 2005: Brüder III – Auf dem Jakobsweg
- 2005: Novotny & Maroudi
- 2006: Jenseits, Regie: Stefan Müller
- 2006: Crazy Race 3 – Sie knacken jedes Schloss
- 2008: Und ewig schweigen die Männer, Regie: Xaver Schwarzenberger
- 2010: Tatort – Glaube, Liebe, Tod (Fernsehreihe)
- 2010: Vitasek? (8 Episoden)
- 2011: Kebab mit Alles, Regie: Wolfgang Murnberger
- 2012: SOKO Donau – Der zweite Mann
- 2013: Tatort – Zwischen den Fronten
- 2017: Kebab extra scharf!, Regie: Wolfgang Murnberger
- 2021: Familiensache (TV-Serie), Regie: Esther Rauch
- 2023: Griechenland
- 2023: Operation White Christmas

## Hörspiel
- 2010: Der Streik der Diebe (Jura Soyfer) Erzähler, Regie: Götz Fritsch
- 2017: Grünmandl oder das Verschwinden des Komikers (Texte von Otto Grünmandl) Bearbeitung (mit Florian Grünmandl) und Sprecher, Regie: Martin Sailer
- 2021: Der Herr Karl, Live-Mitschnitt aus dem Rabenhof Theater Wien vom 3. November 2021, Edition Ö1[6]

## Publikationen
- 2022: Ich bin der Andere: Ein Selbstporträt, Brandstätter Verlag, Wien 2022, ISBN 978-3-7106-0599-4.

## Auszeichnungen
- 1984: Österreichischer Kleinkunstförderungspreis für Fahrt ins Blaue
- 1986: Salzburger Stier
- 1987: Österreichischer Kleinkunstpreis, Hauptpreis für Andere Umstände
- 1997: Ybbser Spaßvogel
- 2006: Sonderpreis für herausragende darstellerische Leistungen beim Fernsehfilm-Festival Baden-Baden für Brüder III – Auf dem Jakobsweg
- 2007: Goldenes Verdienstzeichen des Landes Wien
- 2007: Österreichischer Kabarettpreis für My Generation
- 2010: Karl-Skraup-Preis, „Publikumspreis des Wiener Volkstheaters“
- 2011: Schweizer Kabarett-Preis Cornichon
- 2014: Österreichischer Kabarettpreis für Sekundenschlaf
- 2018: Deutscher Kleinkunstpreis – Ehrenpreis des Landes Rheinland-Pfalz[8]

## Belege
1. ↑  http://magazin-portrait.at/andreas-vitasek/ abgerufen am 17. Januar 2021
2. ↑  ORF III: DENK mit KULTUR, Ausgabe 14. Januar 2021 (Memento vom 22. Januar 2021 im Internet Archive), abgerufen am 17. Januar 2021
3. ↑  Andreas Vitásek im Wien Geschichte Wiki der Stadt Wien
4. ↑  Andreas Vitasek: „Politiker sind glatter geworden“ (Memento vom 22. Dezember 2015 im Internet Archive) Kurier.at, 11. November 2012.
5. ↑  Stefan Weiss: Andreas Vitáseks "Herr Karl": "Jössas, es gibt keine Rechten mehr?" In: DerStandard.at. 20. Oktober 2020, abgerufen am 31. Dezember 2021.
6. 1 2  CD: Andreas Vitásek: Der Herr Karl. In: ORF.at. Abgerufen am 31. Dezember 2021.
7. ↑  Vitásek übernimmt Intendanz des Kultursommers in Güssing. In: Salzburger Nachrichten/APA. 21. Juli 2023, abgerufen am 21. Juli 2023.
8. ↑  orf.at: Deutscher Kleinkunstpreis: Vitasek und Eckhart geehrt. Artikel vom 8. November 2017, abgerufen am 8. November 2017.

| Personendaten    | Personendaten                                            |
| ---------------- | -------------------------------------------------------- |
| NAME             | Vitásek, Andreas                                         |
| KURZBESCHREIBUNG | österreichischer Kabarettist, Schauspieler und Regisseur |
| GEBURTSDATUM     | 1. Mai 1956                                              |
| GEBURTSORT       | Wien-Favoriten                                           |